# دوچرخه خوابیده

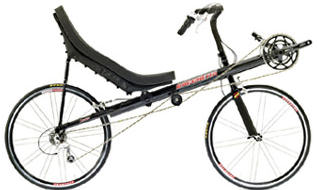
یک مدل دوچرخهٔ خوابیده با دستهٔ فرمان کوتاه

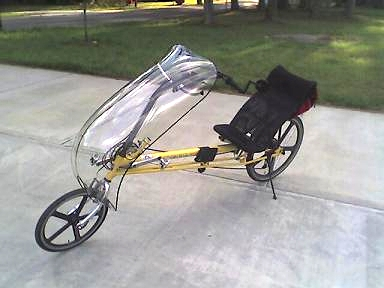
یک دوچرخهٔ خوابیده با فرمان بلند و مجهز به پَسارگیر

دوچرخه خوابیده نوعی دوچرخه است که در آن دوچرخه‌سوار به صورت نشسته یا خوابیده‌به‌پشت به دوچرخه‌سواری می‌پردازد. در این دوچرخه‌ها، بر خلاف دوچرخه‌های معمولی که زنجیر و پدال زیر دوچرخه‌سوار هستند، زنجیر و پدال‌ها در قسمت جلویی دوچرخه واقع شده‌اند. این نوع قرارگیری روی دوچرخه علاوه بر اینکه از نظر ارگونومیکی شرایط راحت‌تری را برای دوچرخه‌سوار فراهم می‌کند به بهبود خصوصیات آئرودینامیکی آن نیز کمک می‌کند.
دوچرخه‌های خوابیده در قرن ۱۹ میلادی معرفی شدند ولی مقبولیت دوچرخه‌های ایستاده را پیدا نکردند. قیمت معمولاً بالاتر و دشوارتر بودن کنترل این نوع دوچرخه‌ها می‌تواند از دلایل عدم مقبولیت آن‌ها باشد. همچنین اتحادیه جهانی دوچرخه‌سواری در حال حاضر اجازهٔ استفاده از این نوع دوچرخه در مسابقات را نمی‌دهد.